# Telkes Simon
Kelenföldi Telkes Simon, születési és 1881-ig használt nevén Rubin Simon (Szeged, 1845. szeptember 16. – Gombás/Fenyőháza, 1932. december 29.) miniszteri főszámtanácsos, a Központi Névmagyarosító Társaság elnöke. Telkes Mária műszaki polihisztor, a „Napkirálynő” nagyapja.

## Élete
Rubin Náthán és Selig Katalin fiaként született zsidó családban. Az alreáliskolát szülővárosában, a főreáliskolát Pesten végezte. 1865–66-ban a József Műegyetem hallgatója volt. 1867 augusztusában a Statisztikai Hivatal szolgálatába lépett, ahonnan 1887. szeptember 23-án átkerült a Kereskedelemügyi Minisztérium IV. 2. ügyosztályába (vám- és külkereskedelmi osztály) statisztikai előadónak. Az 1878-as párizsi világkiállítás magyar osztályának a kormány által kinevezett felügyelője és az 1879-ben Székesfehérvárt rendezett országos általános kiállításnak Zichy Jenő gróf mellett rendező felügyelője volt. A kereskedelemügyi magyar királyi minisztériumban számtanácsos és annak vámosztályában a konzulátusaink jelentéseinek feldolgozásában több évig működött. 1879 végén Budapesten mozgalmat indított a névmagyarosítás tömeges terjesztése érdekében és 1881-ban megalakította a Központi Névmagyarosító Társaságot, amelynek elnöke is lett. Rubin családi nevét 1881-ben változtatta Telkesre. Két évvel később belépett az unitárius egyházba. 1907. szeptember 17-én kelenföldi előnévvel magyar nemességet kapott.
Társadalmi tevékenysége középpontjában a névmagyarosítás nemzeti ügye állt, aminek nagy jelentőséget tulajdonított. Erőfeszítései azonban viszonylag csekély visszhangra találtak. A társaság működése az évek során ellaposodott, és panaszok is megjelentek tevékenységével szemben, mivel az általa hirdetett díjmentes segítség helyett a magyarosítási ügyekben való közreműködéséért különféle jogcímeken pénzt szedett. 1909-ben a belügyminiszter a társaságot önmagától megszűntnek jelentette ki, további működését betiltotta, illetőleg Telkes Simont eltiltotta attól, hogy a megszűnt társaság elnökeként szerepeljen.
Irodalmi működését 1865-ben a Szegedi Híradóban közgazdasági cikkekkel kezdte meg és folytatta a fővárosi lapokban; írt a Nemzetgazdasági Szemlébe (1883–85, 1887), Budapesti Szemlébe, a Mezőgazdasági Szemlébe, Erdészeti Lapokba stb. mint iparagitátor, munkásságot fejtett ki a Pester Lloydban és egyéb külföldi hírlapokban is a külföldi ipartelepeknek hazánkban való átültetése céljából. Bevezető tanulmányokat írt a hivatalos áruforgalmi statisztika 1886…1888. évfolyamaihoz, úgyszintén az ezredéves kiállítás hivatalos katalógusának bőripari és ruhaipari füzeteihez; a Magyar Kereskedelmi Múzeum c. hetilapban hazánk nyersterményeinek és ipari készítményeinek Ausztrián kívül keletre és délkeletre való tömegesebb kivitele érdekében írt cikkeket. Cikkei a Statisztikai és Nemzetgazdasági Közleményekben (VI. 1870. Népszámlálás Bajorországban 1867-ben), a Földrajzi Közleményekben (1889. Finnország számokban, Bosznia-Herczegovina lakóhelyei és népessége).

## Családja
Felesége Szonnert (Sára) Mária volt, akivel 1872. november 15-én Budán kötött házasságot.
Gyermekei:
- Telkes Dezső Simon (1870–?) állatorvos. Felesége Telkes (Urbancsok) Zsuzsanna (1876–1956)
- Telkes Ernő (1872–1942)[7] bankhivatalnok, részvénytársasági igazgató. Első felesége Gétzy Aranka Eleonóra (1879–1909), második Csasznek Etelka (1889–1939).[8]
- Telkes Aladár (1875–1943). Felesége Lábán Mária (1879–1963).[9]
- Telkes Ödön (1877–1885)
- Telkes Lívia Katalin (1880–?)
- Telkes Szilvia Ágnes (1882–1907). Férje Raab Vilmos orvos.
- Telkes Béla (1884–1915) unitárius lelkész. Felesége Lázár Lenke (1892–1938).
- Telkes Ilona (1885–1931). Férje Kaszab Miklós (1882–?) műépítész.
- Telkes Ibolya, Violet (1887–1969). Dallasban hunyt el. Férje James Deitrick.
- Telkes Magda (1888–1966).[10] Dallasban hunyt el.
- Telkes Nóra (1890–1979). Férje Adrien Dumas.

## Díjai, elismerései
- 1899. február 10-én megkapta a Ferenc József-rend lovagkeresztjét

## Művei
- Illatszerek és szappanok. Budapest, 1879 (Hivatalos jelentés a Párisban 1878-ban tartott egyetemes kiállításról XIII.)
- Magyarország mezőgazdasági nyersterményeinek és némely főbb iparkészítményeinek behozatala és kivitele. Az orsz. m. kir. statisztikai hivatal adatai alapján. Budapest, 1884
- Áruforgalmunk. Budapest, 1886
- Eledelek és italok. Adatok az áruforgalom s a termelés köréből. Budapest, 1888
- Üvegiparunk. Ipari monographia, különös tekintettel a termelésre, munkás-, vám- és kereskedelmi viszonyokra. Budapest, 1895
- Hogyan magyarosítsuk a vezetékneveinket. Budapest, 1897 (2. javított és bővített kiadás. Budapest, 1906)

Szerkesztette a Mittheilungen des königl. ung. Ministeriums för Ackerbau, Industrie und Handel 1888. és 1889-ben; a magyar kereskedelmi múzeum által 1894-ben; magyarul és külön hét külföldi nyelven kiadott Kiviteli Czímtár társszerkesztője volt.